# Biblioteket vid Högskolan i Borås

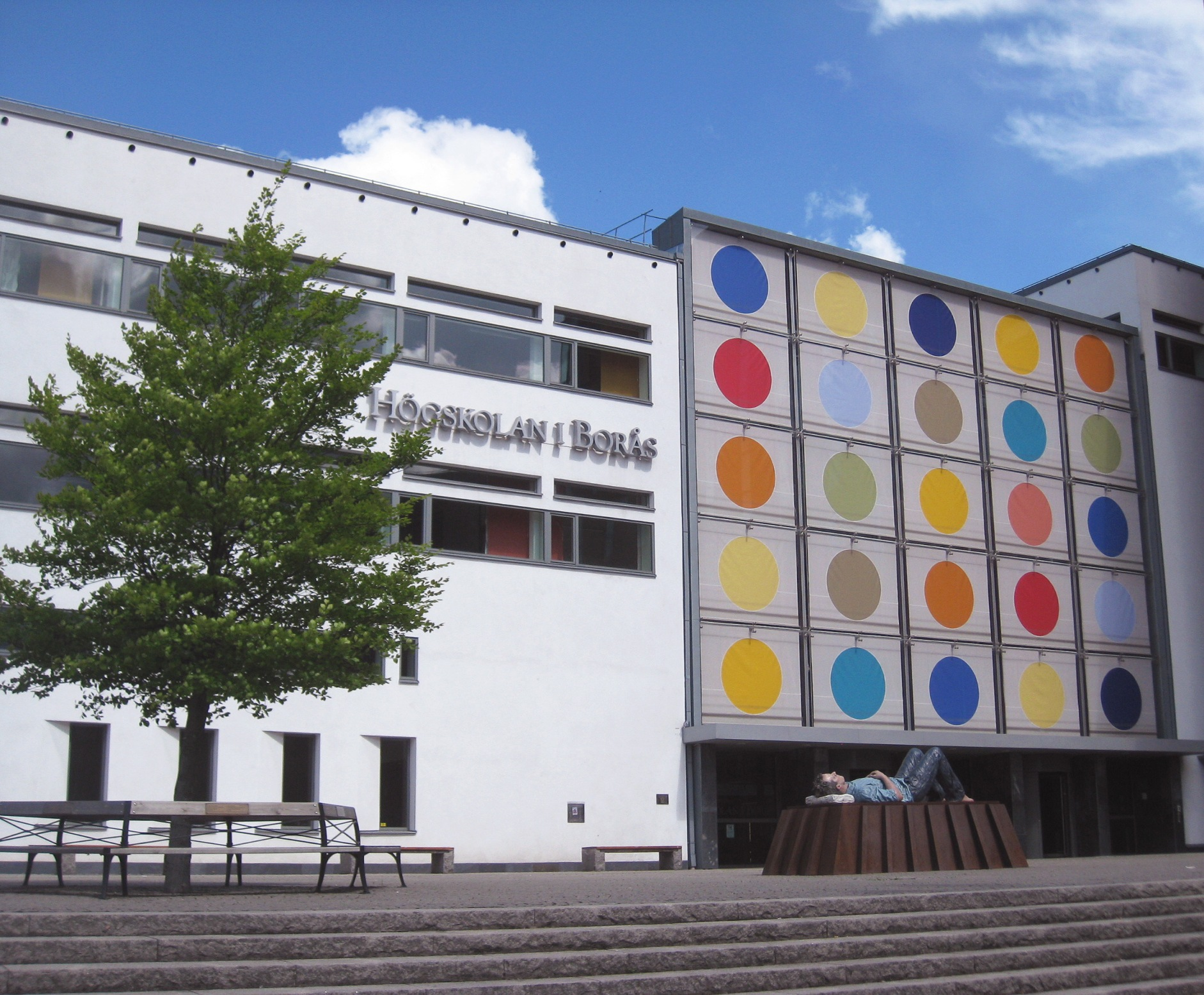
Biblioteket vid Högskolan i Borås

Biblioteket vid Högskolan i Borås är en arbetsplats och mötesplats för studenter, forskare, lärare och allmänhet. Byggnaden på över 6000 kvadratmeter har över 800 arbetsplatser och 31 grupprum på totalt sex plan. Statens konstråd som står för den konstnärliga utsmyckningen har bland annat valt verk av Karin Mamma Andersson och Eva Stephensson-Möller.    
Förutom trådlöst nätverk i hela byggnaden finns ca 200 datorer tillgängliga för studenter och de flesta grupparbetsrummen har datorer. I entrén på biblioteket finns två bemannade informationspunkter där besökarna kan få hjälp med frågor om lån och informationssökning. Biblioteket har öppet 12 timmar om dagen de flesta dagar i veckan (68 timmar/vecka) och under 2012 hade bibliotekets lokaler 2221 besök per dag. Databaser och andra informationstjänster på webbplatsen är tillgängliga dygnet runt och bibliotekets primära söktjänst har sedan starten över 500.000 sökningar per år. Besökarna kan få enskild söksupport av någon av de 20 bibliotekarierna måndag-fredag. Biblioteket erbjuder undervisning i informationssökning för alla studenter som är antagna vid ett av högskolans grundutbildningsprogram. Undervisning i informationssökning planeras enligt Boråsmodellen tillsammans med program- och kursansvariga på akademierna och har som syfte att främja utveckling av informationskompetens. I biblioteket finns också Språkpedagogiskt stöd som erbjuder undervisning och handledning i akademiskt skrivande.   
Högskolans ursprungliga bibliotek grundades i samband med att Bibliotekshögskolan flyttade till Borås hösten 1972. 2004 flyttar biblioteket in i nybyggda lokaler och får namnet Bibliotek och läranderesurser (BLR) då avdelningen för Studentsupport ingår i organisationen. Sedan 2005 omfattar BLR även Textilhögskolans samling. 2006 utökas Bibliotek & läranderesurser återigen med den då nybildade avdelningen för Studentservice. Chef för biblioteket är sedan 2011 Svante Kristensson. Sedan 1 juli 2014 är Biblioteket en avdelning under Verksamhetsstödet i högskolans nya organisation och ansvaret för studentservicefrågorna återfinns istället inom avdelningen Studentcentrum 
Vid tidskriften Fokus årliga rankning av Sveriges universitet och högskolor rankas biblioteket som nummer 1 både år 2007, 2008 och 2009 och 2011 nominerades biblioteket till utmärkelsen Årets bibliotek av fackförbundet DIK.